# (13804) Hrazany
(13804) Hrazany es un asteroide perteneciente al cinturón de asteroides, descubierto el 9 de diciembre de 1998 por Miloš Tichý y el también astrónomo Zdeněk Moravec desde el Observatorio Kleť, České Budějovice, República Checa.

## Designación y nombre
Designado provisionalmente como 1998 XK. Llamado así por Hrazany, un emplazamiento de una antigua ciudad celta en Bohemia central, sobre el río Moldava, en una región minera de oro. Con una superficie de unas 75 hectáreas, fue poblado en el siglo II a. C. y destruido en el siglo I d. C.

## Características orbitales
Hrazany está situado a una distancia media del Sol de 3,160 ua, pudiendo alejarse hasta 3,610 ua y acercarse hasta 2,710 ua. Su excentricidad es 0,142 y la inclinación orbital 5,967 grados. Emplea 2052,24 días en completar una órbita alrededor del Sol.
Los próximos acercamientos a la órbita de Júpiter ocurrirán el 28 de marzo de 2029, el 25 de octubre de 2039 y el 31 de agosto de 2124.
Pertenece a la familia de asteroides de (1298) Nocturna.

## Características físicas
La magnitud absoluta de Hrazany es 13,43. Tiene 13,106 km de diámetro y su albedo se estima en 0,057.